# Liste des lignes de bus du Territoire de Belfort
Pour un article plus général, voir Optymo.
Le réseau de bus du Territoire de Belfort couvre l'ensemble du département, et celui-ci est composé de plus de 25 lignes régulières. La partie urbaine est exploitée par la Régie des transports du Territoire de Belfort (RTTB), la partie périurbaine est affrétée à divers autocaristes.

## Le réseau

### Présentation
Le réseau Optymo est découpé en plusieurs « sous-réseaux », s'articulant autour de six pôles d'échange :
- Le réseau urbain constitué des cinq lignes BHNS (1 à 5) et de deux navettes (8 et 9) couvrant Belfort et sa périphérie ;
- Le réseau suburbain constitué de sept lignes principales (20 à 26) et de dix lignes secondaires (30 à 39) desservant le reste du Territoire de Belfort, ce réseau est réduit à quatre lignes (90 à 93) les dimanches et jours fériés ;
- La ligne Express entre Belfort et Montbéliard ;
- Des lignes scolaires desservant les collèges et lycées de l'agglomération ;
- Une navette estivale Nautibus vers le lac de Malsaucy.

### Lignes urbaines
| Ligne | Caractéristiques | Caractéristiques                         | Caractéristiques                         | Caractéristiques                         | Caractéristiques                         | Caractéristiques                              | Caractéristiques                         | Caractéristiques                         | Caractéristiques                         |
| 1     | 1 | 1                                        | 1                                        | 1                                        | 1                                        | 1                                             | 1                                        | 1                                        | 1                                        |
| 1     | Valdoie — Mairie ⥋ Résidences — La Douce | Valdoie — Mairie ⥋ Résidences — La Douce | Valdoie — Mairie ⥋ Résidences — La Douce | Valdoie — Mairie ⥋ Résidences — La Douce | Valdoie — Mairie ⥋ Résidences — La Douce | Valdoie — Mairie ⥋ Résidences — La Douce      | Valdoie — Mairie ⥋ Résidences — La Douce | Valdoie — Mairie ⥋ Résidences — La Douce | Valdoie — Mairie ⥋ Résidences — La Douce |
| ----- | --- | ---------------------------------------- | ---------------------------------------- | ---------------------------------------- | ---------------------------------------- | --------------------------------------------- | ---------------------------------------- | ---------------------------------------- | ---------------------------------------- |
| 1     | Ouverture / Fermeture 26 août 2013 / — | Longueur 7 km                            | Durée 27 min                             | Nb. d’arrêts 22                          | Matériel Lion's City                     | Jours de fonctionnement L, Ma, Me, J, V, S, D | Jour / Soir / Nuit / Fêtes O / O / N / O | Voy. / an —                              | Exploitant RTTB                          |
| 1     | Desserte : - Villes et lieux desservis : Valdoie (Mairie), Belfort (Stade Mattier, Place du marché des Vosges, Église Orthodoxe de la résurrection du Christ, Square de la Roseraie, Cimetière de Brasse, Chapelle du Cimetière de Brasse, Collège Châteaudun, Hôpital Nord Franche-Comté, Musée d'art moderne - Donation Maurice Jardot, Square Émile Lechten, Institut Sainte-Marie, Maison du tourisme, Pont Georges Clemenceau, Marché Fréry, École supérieure des technologies et des affaires, Chambre de commerce et d'industrie, Place de la République, Monument des Trois sièges, Évêché de Belfort-Montbéliard, Tribunal de Grande instance, Musée des beaux-arts, Préfecture du Territoire de Belfort, Mairie annexe, Tour 46, Place d'Armes, Cathédrale Saint-Christophe, Hôtel de ville, Lion de Belfort, Citadelle de Belfort, Musée d'histoire et d'archéologie, Théâtre Le Granit, Pont Carnot, Monument du Poilu, Square du Souvenir, Mosquée Kouba, Cours Notre-dame-des-Anges, Lycée Raoul-Follereau, Bois d'Essert, Collège Simone-Signoret, Lycée professionnel Denis-Diderot) et Bavilliers (Lycée professionnel Denis Diderot, Parc de la Douce) - Pôles d'échanges et gares desservies : Valdoie - Mairie/Blumberg, République, Gare de Belfort et Liberté - Madrid/Follereau. |                                          |                                          |                                          |                                          |                                               |                                          |                                          |                                          |
| 1     | Autre : - Arrêts non accessibles aux UFR : Marché Vosges. - Amplitudes horaires : La ligne fonctionne du lundi au samedi de 5 h 35 à 23 h 20 et les dimanches et fêtes de 7 h 30 à 20 h 25 environ. - Particularités : Un bus toutes les sept minutes de 8 h à 18 h du lundi au vendredi. - Date de dernière mise à jour : 11 avril 2016. |                                          |                                          |                                          |                                          |                                               |                                          |                                          |                                          |
| 1     | Dernière actualisation : — |                                          |                                          |                                          |                                          |                                               |                                          |                                          |                                          |
| 2     | 2 | 2                                        | 2                                        | 2                                        | 2                                        | 2                                             | 2                                        | 2                                        | 2                                        |
| 2     | Justice — Hauts de Belfort ⥋ Bavilliers — La Dame (Argiésans — Acacias 7 fois par jour) / Techn'hom - Cravanche |                                          |                                          |                                          |                                          |                                               |                                          |                                          |                                          |
| 2     | Ouverture / Fermeture 26 août 2013 / — | Longueur 12 km                           | Durée 25 (27) / 30 min                   | Nb. d’arrêts 24 (29) / 27                | Matériel Lion's City                     | Jours de fonctionnement L, Ma, Me, J, V, S, D | Jour / Soir / Nuit / Fêtes O / O / N / O | Voy. / an —                              | Exploitant RTTB                          |
| 2     | Desserte : - Villes et lieux desservis : Belfort (Fort de la Justice, ZAC des Hauts de Belfort, CFA, Collège Vauban, Nécropole nationale du Glacis du Château, Cinéma des Quais (Multiplexe Gaumont-Pathé), Piscine Pannoux, Cours Notre-dame-des-Anges, Lycée Raoul-Follereau, Bois d'Essert, Église Sainte-Jeanne-Antide, Cimetière de Bellevue, Cimetière Israëlite, Mosquée Kouba, Square du Souvenir, Monument du Poilu, Théâtre Le Granit, Pont Carnot, Lion de Belfort, Citadelle de Belfort, Musée d'histoire et d'archéologie, Hôtel de ville, Cathédrale Saint-Christophe, Place d'Armes, Mairie annexe, Tour 46, Préfecture du Territoire de Belfort, Tribunal de Grande instance, Musée des beaux-arts, Évêché de Belfort-Montbéliard, Monument des Trois sièges, Place de la République, Chambre de commerce et d'industrie, École supérieure des technologies et des affaires, Marché Fréry, Pont Georges Clemenceau, Maison du tourisme, Institut Sainte-Marie, Square Émile Lechten, Musée d'art moderne - Donation Maurice Jardot, Afpa, Techn'hom 1, Université de technologie de Belfort-Montbéliard - Site de Belfort, Église Sainte-Thérèse-de-l'enfant-Jésus, Stade du Mont), Bavilliers (Parc du Châtelet, Mairie, Église Saint-Ambroise, Zone industrielle), Argiésans (Mairie) et Cravanche (Techn'hom 4) - Pôles d'échanges et gares desservies : Gare de Belfort, Liberté - Madrid/Follereau et République. |                                          |                                          |                                          |                                          |                                               |                                          |                                          |                                          |
| 2     | Autre : - Arrêts non accessibles aux UFR : Bichat, Hauts de Belfort, Camus, Cimetière militaire, Parant, Sellier, Altkirch, Les Perches, Multiplexe, Blum, Bonneff, Mozart, Pont Canal, La Belle, Église, Route d'Urcerey, ZI de Bavilliers, Argiésans Centre, Acacias, Grand'Combe, Laurent Thierry et Alstom Étang. - Amplitudes horaires : La ligne fonctionne du lundi au vendredi de 5 h 50 à 23 h 20, le samedi jusqu'à 23 h 30 et les dimanches et fêtes de 7 h 45 à 20 h 15 environ. - Particularités : - Un bus toutes les sept minutes de 8 h à 18 h du lundi au vendredi sur le tronc commun (Justice-Gare) et un bus toutes les 14 minutes sur chaque branche. - La desserte d'Argiésans est assurée du lundi au samedi à raison de six allers-retours par jour, par la branche de Bavilliers. Les arrêts La Belle et La Dame ne sont alors pas desservis. - Date de dernière mise à jour : 3 septembre 2018. |                                          |                                          |                                          |                                          |                                               |                                          |                                          |                                          |
| 2     | Dernière actualisation : — |                                          |                                          |                                          |                                          |                                               |                                          |                                          |                                          |
| 3     | 3 | 3                                        | 3                                        | 3                                        | 3                                        | 3                                             | 3                                        | 3                                        | 3                                        |
| 3     | Valdoie — Mairie ⥋ Gare TGV — 1er RA / Châtenois — Géhant |                                          |                                          |                                          |                                          |                                               |                                          |                                          |                                          |
| 3     | Ouverture / Fermeture 26 août 2013 / — | Longueur 20 km                           | Durée 36 / 38 min                        | Nb. d’arrêts 27 / 30                     | Matériel Lion's City Lion's City G       | Jours de fonctionnement L, Ma, Me, J, V, S, D | Jour / Soir / Nuit / Fêtes O / O / N / O | Voy. / an —                              | Exploitant RTTB                          |
| 3     | Desserte : - Villes et lieux desservis : Valdoie (Mairie), Cravanche (Mairie), Belfort (Stade de la Méchelle, Mémorial des Commandos d'Afrique, Techn'hom 1 à 3, IUT de Belfort-Montbéliard, Université de technologie de Belfort-Montbéliard - Site de Belfort, Bois d'Essert, Lycée Raoul-Follereau, Cours Notre-dame-des-Anges, Piscine Pannoux, Cinéma des Quais (Multiplexe Gaumont-Pathé)), Danjoutin (Église Saint-Just, Mairie), Andelnans (Zone commerciale), Botans (Port), Sevenans (Université de technologie de Belfort-Montbéliard - Site de Sevenans, Mairie), Moval (Mairie), Hôpital NFC, Meroux, Bourogne (Quartier Ailleret du 1er régiment d'artillerie), Bermont, Trévenans (Église) et Châtenois-les-Forges (Église, Cimetière, Mairie, Centre de secours, Complexe sportif) - Pôles d'échanges et gares desservies : Valdoie - Mairie/Blumberg, Liberté - Madrid/Follereau, Gare de Belfort, Gare de Danjoutin à distance (à l'arrêt Jacquot), Gare de Belfort - Montbéliard TGV. |                                          |                                          |                                          |                                          |                                               |                                          |                                          |                                          |
| 3     | Autre : - Arrêts non accessibles aux UFR : Méchelle, Benoît Frachon, Techn'hom 1 - UTBM, Multiplexe, Varonne, Jacquot, Sévenans UTBM, 1er RA, Route de Bermont, Conforama, Bascule, Trévenans, Châtenois Forges, Complexe sportif, Châtenois et Géhant. - Amplitudes horaires : La ligne fonctionne tous les jours de 5 h 25 à 23 h 40 environ. - Particularités : - Un bus toutes les dix minutes de 8 h à 18 h du lundi au vendredi sur le tronc commun (Valdoie-Œufs Frais), un bus toutes les 20 minutes sur la branche Gare TGV et un toutes les 30 minutes sur la branche Châtenois. - Le samedi, deux bus par heure vont de Valdoie jusqu'à Gare TGV et un bus par heure va jusqu'à Châtenois. À partir de 20 h, il n'y a plus de bus qui va jusqu'à Châtenois mais la branche Valdoie - Gare TGV reste active. De ce fait, la branche Valdoie - Châtenois par Gare TGV n'est plus active depuis le 9 janvier 2017 à la suite de la mise en place de l'arrêt de l'hôpital Nord Franche-Comté. - Les dimanches et fêtes, la ligne ne fonctionne qu'entre Valdoie et Gare TGV. La desserte de la branche de Châtenois-les-Forges est alors assurée par la ligne 7 du réseau CTPM qui est prolongée jusqu'à Belfort, et effectue son terminus à l'hôpital Nord Franche-Comté. - Renforcements scolaires : Des renforts scolaires sont assurés du lundi au vendredi hors vacances scolaires : - matin : Morvillars - Gare → Belfort - Follereau (via la gare TGV) et Châtenois - Géhant → Lycée Queulet (via Trévenans) ; - mercredi midi : Belfort - Follereau → Châtenois - Géhant (via Trévenans) ; - lundis, mardis, jeudis, vendredis soir et mercredi midi : Belfort - Follereau → Morvillars - Gare (via la gare TGV) ; - vendredis soir : Lycée Queulet → Morvillars - Gare (via la gare TGV). - Date de dernière mise à jour : 3 septembre 2018. |                                          |                                          |                                          |                                          |                                               |                                          |                                          |                                          |
| 3     | Dernière actualisation : — |                                          |                                          |                                          |                                          |                                               |                                          |                                          |                                          |
| 4     | 4 | 4                                        | 4                                        | 4                                        | 4                                        | 4                                             | 4                                        | 4                                        | 4                                        |
| 4     | Offemont — Moulin ⥋ Pépinière — Pierre Engel (Froideval — Berger 6 fois par jour) |                                          |                                          |                                          |                                          |                                               |                                          |                                          |                                          |
| 4     | Ouverture / Fermeture 26 août 2013 / — | Longueur 10 km                           | Durée 30 (33) min                        | Nb. d’arrêts 27 (30)                     | Matériel Lion's City                     | Jours de fonctionnement L, Ma, Me, J, V, S, D | Jour / Soir / Nuit / Fêtes O / O / N / O | Voy. / an —                              | Exploitant RTTB                          |
| 4     | Desserte : - Villes et lieux desservis : Offemont (Mairie, Église, Cimetière), Belfort (Stade Roger-Serzian, Lycée Gustave-Courbet, Lycée Saint-Joseph, Église Saint-Joseph, Hôpital Nord Franche-Comté, Musée d'art moderne - Donation Maurice Jardot, Square Émile Lechten, Collège Arthur-Rimbaud, Institut de formation en soins infirmiers, Temple Saint-Jean, Bibliothèque des 4 As, ESPE, Bibliothèque universitaire, Espace Louis-Jouvet, Centre commercial des 4 As, Synagogue, Fort Hatry, Gymnase « Le Phare », Conservatoire Henri-Dutilleux - Site de Belfort, Lycée Raoul-Follereau, Bois d'Essert, Église Sainte-Jeanne-Antide, Cimetière de Bellevue, Église Sainte-Jeanne-d'Arc, Stade Gilbert-Courtot, Théâtre de marionnettes), Danjoutin, Bavilliers (Centre de soins de longue durée, Foyer Marcel-Braun, Hôpital psychiatrique) et Andelnans - Pôles d'échanges et gares desservies : Gare de Belfort-Trois-Chênes à distance, à l'arrêt Bohn et Liberté - Madrid/Follereau. |                                          |                                          |                                          |                                          |                                               |                                          |                                          |                                          |
| 4     | Autre : - Arrêts non accessibles aux UFR : Ballon, Romaine, Parmentier, Ferrette, Madagascar, Hôpital, Blum, Molière, Poincaré, Saint-Antonin, L'Assise et Berger. - Amplitudes horaires : La ligne fonctionne du lundi au samedi de 5 h 40 à 23 h 20 et les dimanches et fêtes de 7 h 10 à 20 h 5 environ. - Particularités : - Un bus toutes les 15 min de 8 h à 18 h du lundi au vendredi. - La desserte de Froideval est assurée du lundi au samedi à raison de six allers-retours par jour. - Date de dernière mise à jour : 11 avril 2016. |                                          |                                          |                                          |                                          |                                               |                                          |                                          |                                          |
| 4     | Dernière actualisation : — |                                          |                                          |                                          |                                          |                                               |                                          |                                          |                                          |
| 5     | 5 | 5                                        | 5                                        | 5                                        | 5                                        | 5                                             | 5                                        | 5                                        | 5                                        |
| 5     | Prés d'Aumont (Éloie — Chaume une fois par heure) ⥋ Essert — Bois joli |                                          |                                          |                                          |                                          |                                               |                                          |                                          |                                          |
| 5     | Ouverture / Fermeture 26 août 2013 / — | Longueur 11 (?) km                       | Durée 37 (43) min                        | Nb. d’arrêts 29 (36)                     | Matériel Lion's City                     | Jours de fonctionnement L, Ma, Me, J, V, S, D | Jour / Soir / Nuit / Fêtes O / O / N / O | Voy. / an —                              | Exploitant RTTB                          |
| 5     | Desserte : - Villes et lieux desservis : Éloie (Mairie, Étangs Michelot), Valdoie (Église Saint-Joseph, Cimetière, Collège René-Goscinny, Conservatoire Henri-Dutilleux - Site de Valdoie, Centre de secours de Belfort-Nord), Offemont, Belfort (Étang des Forges, Église Sainte-Odile, Chambre de commerce et d'industrie, École supérieure des technologies et des affaires, Marché Fréry, Pont Georges Clemenceau, Maison du tourisme, Institut Sainte-Marie, Musée d'art moderne - Donation Maurice Jardot, Square Émile Lechten, Collège Arthur-Rimbaud, Institut de formation en soins infirmiers, Temple Saint-Jean, Bibliothèque des 4 As, ESPE, Bibliothèque universitaire, Espace Louis-Jouvet, Centre commercial des 4 As, Synagogue, Fort Hatry, Gymnase « Le Phare », Conservatoire Henri-Dutilleux - Site de Belfort, Lycée Raoul-Follereau, Bois d'Essert) et Essert et Châlonvillars (Haute-Saône) - Pôles d'échanges et gares desservies : Liberté - Madrid/Follereau. |                                          |                                          |                                          |                                          |                                               |                                          |                                          |                                          |
| 5     | Autre : - Arrêts non accessibles aux UFR : Chaume, Verdoyeux, Éloie, Route de Sermamagny, Rosemontoise, Aubépines, Mermoz, Nallet, Savoureuse, Pont Blanc, Marchegay, Les Forges, Guidon, Gardey, Carrières et La Poste. - Amplitudes horaires : La ligne fonctionne du lundi au samedi de 5 h 30 à 23 h et les dimanches et fêtes de 7 h 45 à 19 h 40 environ. - Particularités : - Un bus toutes les 15 minutes de 8 h à 18 h du lundi au vendredi ; - La desserte d'Éloie, créée le 2 mai 2016, est assurée du lundi au samedi à raison d'un aller-retour par heure entre 7 h 20 et 19 h 50 environ. - Date de dernière mise à jour : 3 septembre 2018. |                                          |                                          |                                          |                                          |                                               |                                          |                                          |                                          |
| 5     | Dernière actualisation : — |                                          |                                          |                                          |                                          |                                               |                                          |                                          |                                          |
| 8     | 8 | 8                                        | 8                                        | 8                                        | 8                                        | 8                                             | 8                                        | 8                                        | 8                                        |
| 8     | 1re armée ⥋ Liberté (Parking Dia) |                                          |                                          |                                          |                                          |                                               |                                          |                                          |                                          |
| 8     | Ouverture / Fermeture 6 juillet 2016 / — | Longueur 10 km                           | Durée 25 min                             | Nb. d’arrêts 18                          | Matériel Master                          | Jours de fonctionnement L, Ma, Me, J, V, S    | Jour / Soir / Nuit / Fêtes O / N / N / N | Voy. / an —                              | Exploitant RTTB                          |
| 8     | Desserte : - Villes et lieux desservis : Belfort (Techn'hom 3, Mosquée du Mont, Bois d'Essert, Lycée Raoul-Follereau), Cravanche (Bourg, Foyer communal), Évette-Salbert, Châlonvillars et Essert (Bourg) - Pôles d'échanges et gares desservies : Liberté - Madrid/Follereau. |                                          |                                          |                                          |                                          |                                               |                                          |                                          |                                          |
| 8     | Autre : - Arrêts non accessibles aux UFR : Schweitzer, Cravanche Centre, Cravanchoise, Haut des Prés, La Forêt, Bas du Village, Frezard, Bis Joli, Chemin de la Ferme, De Gaulle, La Poste, Pins, Terrasses, Guidon et Liberté (Parking Dia). - Amplitudes horaires : La ligne fonctionne du lundi au samedi de 7 h 5 à 19 h 25 environ. - Particularités : - Un bus toutes les 60 minutes de 8 h à 18 h du lundi au vendredi ; - Desserte des trois arrêts de Évette-Salbert et Châlonvillars : En direction de 1re armée, la desserte ne se fait que sur demande préalable auprès du conducteur. - Depuis le 6 juillet 2016, la N1 est devenue la ligne 8. - Date de dernière mise à jour : 9 août 2016. |                                          |                                          |                                          |                                          |                                               |                                          |                                          |                                          |
| 8     | Dernière actualisation : — |                                          |                                          |                                          |                                          |                                               |                                          |                                          |                                          |
| 9     | 9 | 9                                        | 9                                        | 9                                        | 9                                        | 9                                             | 9                                        | 9                                        | 9                                        |
| 9     | (Circulaire) Belfort — République ⥋ via quartier Miotte |                                          |                                          |                                          |                                          |                                               |                                          |                                          |                                          |
| 9     | Ouverture / Fermeture 17 mai 2016 / — | Longueur —                               | Durée 15 min                             | Nb. d’arrêts 7                           | Matériel —                               | Jours de fonctionnement L, Ma, Me, J, V, S    | Jour / Soir / Nuit / Fêtes O / N / N / N | Voy. / an —                              | Exploitant Sold Park                     |
| 9     | Desserte : - Villes et lieux desservis : Belfort (Musée d'histoire et d'archéologie, Citadelle de Belfort, Lion de Belfort, Hôtel de ville, Cathédrale Saint-Christophe, Place d'Armes, Tour 46, Mairie annexe, Préfecture du Territoire de Belfort, Musée des beaux-arts, Tribunal de Grande instance, Évêché de Belfort-Montbéliard, Place de la République, Monument des Trois sièges, Chambre de commerce et d'industrie, École supérieure des technologies et des affaires, Marché Fréry, Planétarium, Faculté des sciences Louis-Néel, Centre de congrès Atria, École d'Art Gérard-Jacot, Centre chorégraphique national de Franche-Comté, Ouvrage à cornes de l'Espérance, Clinique de la Miotte, Croix de l'Espérance, EPIDE, Cité des Associations, Caserne Friederichs - Délégation militaire départementale, Cité des Associations) - Pôles d'échanges et gares desservies : Belfort - République. |                                          |                                          |                                          |                                          |                                               |                                          |                                          |                                          |
| 9     | Autre : - Arrêts non accessibles aux UFR : Non communiqué. - Amplitudes horaires : La ligne fonctionne du lundi au samedi de 8 h 40 à 18 h 55 environ. - Particularités : - Un bus toutes les 60 minutes ; - Ligne créée par isolement de la desserte du quartier Miotte, précédemment effectuée par la ligne 24. - Date de dernière mise à jour : 25 mai 2016. |                                          |                                          |                                          |                                          |                                               |                                          |                                          |                                          |
| 9     | Dernière actualisation : — |                                          |                                          |                                          |                                          |                                               |                                          |                                          |                                          |

### Lignes suburbaines

#### Lignes principales
| Ligne | Caractéristiques | Caractéristiques                                                                      | Caractéristiques                                                                      | Caractéristiques                                                                      | Caractéristiques                                                                      | Caractéristiques                                                                      | Caractéristiques                                                                      | Caractéristiques                                                                      | Caractéristiques                                                                      |
| 20    | 20 | 20                                                                                    | 20                                                                                    | 20                                                                                    | 20                                                                                    | 20                                                                                    | 20                                                                                    | 20                                                                                    | 20                                                                                    |
| 20    | Lepuix (Giromagny — 1re DFL un bus sur deux en heures de pointe) ⥋ Valdoie — Blumberg | Lepuix (Giromagny — 1re DFL un bus sur deux en heures de pointe) ⥋ Valdoie — Blumberg | Lepuix (Giromagny — 1re DFL un bus sur deux en heures de pointe) ⥋ Valdoie — Blumberg | Lepuix (Giromagny — 1re DFL un bus sur deux en heures de pointe) ⥋ Valdoie — Blumberg | Lepuix (Giromagny — 1re DFL un bus sur deux en heures de pointe) ⥋ Valdoie — Blumberg | Lepuix (Giromagny — 1re DFL un bus sur deux en heures de pointe) ⥋ Valdoie — Blumberg | Lepuix (Giromagny — 1re DFL un bus sur deux en heures de pointe) ⥋ Valdoie — Blumberg | Lepuix (Giromagny — 1re DFL un bus sur deux en heures de pointe) ⥋ Valdoie — Blumberg | Lepuix (Giromagny — 1re DFL un bus sur deux en heures de pointe) ⥋ Valdoie — Blumberg |
| ----- | --- | ------------------------------------------------------------------------------------- | ------------------------------------------------------------------------------------- | ------------------------------------------------------------------------------------- | ------------------------------------------------------------------------------------- | ------------------------------------------------------------------------------------- | ------------------------------------------------------------------------------------- | ------------------------------------------------------------------------------------- | ------------------------------------------------------------------------------------- |
| 20    | Ouverture / Fermeture 2 mai 2016 / — | Longueur —                                                                            | Durée 30 (25) min                                                                     | Nb. d’arrêts 25 (23)                                                                  | Matériel —                                                                            | Jours de fonctionnement L, Ma, Me, J, V, S                                            | Jour / Soir / Nuit / Fêtes O / N / N / N                                              | Voy. / an —                                                                           | Exploitant LK Horn                                                                    |
| 20    | Desserte : - Villes et lieux desservis : Lepuix (Mairie, Église), Giromagny (Mairie, Église Saint-Jean-Baptiste, Collège Val de Rosemont, ancienne gare de Giromagny), Chaux (Mairie, Église Saint-Martin), Sermamagny (Aérodrome de Belfort Chaux, Mairie) et Valdoie (Lycée professionnel agricole Lucien-Quélet, Église Saint-Joseph, Cimetière, Mairie) - Pôles d'échanges et gares desservies : Valdoie - Mairie/Blumberg. |                                                                                       |                                                                                       |                                                                                       |                                                                                       |                                                                                       |                                                                                       |                                                                                       |                                                                                       |
| 20    | Autre : - Arrêts non accessibles aux UFR : Non communiqué. - Amplitudes horaires : La ligne fonctionne du lundi au vendredi de 6 h 20 à 19 h 50 et le samedi à partir de 6 h 50 environ. - Particularités : - Deux bus par heure de 7 h à 9 h et de 16 h à 19 h du lundi au vendredi au lieu d'un seul ; - Du lundi au vendredi en heures de pointe, un bus sur deux est limité à Giromagny - 1re DFL. - Date de dernière mise à jour : 10 mai 2016. |                                                                                       |                                                                                       |                                                                                       |                                                                                       |                                                                                       |                                                                                       |                                                                                       |                                                                                       |
| 20    | Dernière actualisation : — |                                                                                       |                                                                                       |                                                                                       |                                                                                       |                                                                                       |                                                                                       |                                                                                       |                                                                                       |
| 21    | 21 | 21                                                                                    | 21                                                                                    | 21                                                                                    | 21                                                                                    | 21                                                                                    | 21                                                                                    | 21                                                                                    | 21                                                                                    |
| 21    | (Circulaire en sens anti-horaire) Belfort — République ⥋ via Rougemont-le-Château et Étueffont |                                                                                       |                                                                                       |                                                                                       |                                                                                       |                                                                                       |                                                                                       |                                                                                       |                                                                                       |
| 21    | Ouverture / Fermeture 2 mai 2016 / — | Longueur —                                                                            | Durée 75 min                                                                          | Nb. d’arrêts 37                                                                       | Matériel —                                                                            | Jours de fonctionnement L, Ma, Me, J, V, S                                            | Jour / Soir / Nuit / Fêtes O / N / N / N                                              | Voy. / an —                                                                           | Exploitant LK Horn                                                                    |
| 21    | Desserte : - Villes et lieux desservis : Belfort (Musée d'histoire et d'archéologie, Citadelle de Belfort, Lion de Belfort, Hôtel de ville, Cathédrale Saint-Christophe, Place d'Armes, Tour 46, Mairie annexe, Préfecture du Territoire de Belfort, Musée des beaux-arts, Tribunal de Grande instance, Évêché de Belfort-Montbéliard, Place de la République, Monument des Trois sièges, Chambre de commerce et d'industrie, École supérieure des technologies et des affaires, Marché Fréry, Planétarium, Faculté des sciences Louis-Néel, Centre de congrès Atria, École d'Art Gérard-Jacot, Centre chorégraphique national de Franche-Comté, Ouvrage à cornes de l'Espérance, EPIDE, Cité des Associations, Cimetière des Mobiles), Denney (Mairie), Phaffans (Mairie, Église Notre-Dame-de-l'Assomption, Cimetière), Eguenigue (Bourg), Menoncourt (Mairie, Stade), Bethonvilliers (Mairie), Saint-Germain-le-Châtelet (Mairie, Église), Romagny-sous-Rougemont (Bourg), Rougemont-le-Château (Ancienne gare, Mairie, Église, Foyer rural, Cimetière, Collège Michel-Collucci), Étueffont (Mairie, Forge-musée d'Étueffont, Église, Stade) et Anjoutey (Centre de loisirs, Église Saint-Vendelin) - Pôles d'échanges et gares desservies : Belfort - République. |                                                                                       |                                                                                       |                                                                                       |                                                                                       |                                                                                       |                                                                                       |                                                                                       |                                                                                       |
| 21    | Autre : - Arrêts non accessibles aux UFR : Non communiqué. - Amplitudes horaires : La ligne fonctionne du lundi au vendredi de 6 h 10 à 21 h 15 et le samedi jusqu'à 20 h environ. - Particularités : - Un bus par heure du lundi au vendredi, les départs sont intercalés à raison d'un bus sur deux avec la ligne 22 ; - La ligne 21 est jumelée avec la ligne 22, elle effectue la boucle en sens anti-horaire ; - Les premiers et derniers départs en semaine, et les premiers départs le samedi, ne fonctionnent qu'entre Étueffont et Belfort. - Date de dernière mise à jour : 10 mai 2016. |                                                                                       |                                                                                       |                                                                                       |                                                                                       |                                                                                       |                                                                                       |                                                                                       |                                                                                       |
| 21    | Dernière actualisation : — |                                                                                       |                                                                                       |                                                                                       |                                                                                       |                                                                                       |                                                                                       |                                                                                       |                                                                                       |
| 22    | 22 | 22                                                                                    | 22                                                                                    | 22                                                                                    | 22                                                                                    | 22                                                                                    | 22                                                                                    | 22                                                                                    | 22                                                                                    |
| 22    | (Circulaire en sens horaire) Belfort — République ⥋ via Étueffont et Rougemont-le-Château |                                                                                       |                                                                                       |                                                                                       |                                                                                       |                                                                                       |                                                                                       |                                                                                       |                                                                                       |
| 22    | Ouverture / Fermeture 2 mai 2016 / — | Longueur —                                                                            | Durée 75 min                                                                          | Nb. d’arrêts 37                                                                       | Matériel —                                                                            | Jours de fonctionnement L, Ma, Me, J, V, S                                            | Jour / Soir / Nuit / Fêtes O / N / N / N                                              | Voy. / an —                                                                           | Exploitant LK Horn                                                                    |
| 22    | Desserte : - Villes et lieux desservis : Belfort (Musée d'histoire et d'archéologie, Citadelle de Belfort, Lion de Belfort, Hôtel de ville, Cathédrale Saint-Christophe, Place d'Armes, Tour 46, Mairie annexe, Préfecture du Territoire de Belfort, Musée des beaux-arts, Tribunal de Grande instance, Évêché de Belfort-Montbéliard, Place de la République, Monument des Trois sièges, Chambre de commerce et d'industrie, École supérieure des technologies et des affaires, Marché Fréry, Planétarium, Faculté des sciences Louis-Néel, Centre de congrès Atria, École d'Art Gérard-Jacot, Centre chorégraphique national de Franche-Comté, Ouvrage à cornes de l'Espérance, EPIDE, Cité des Associations, Cimetière des mobiles), Denney (Mairie), Phaffans (Mairie, Église Notre-Dame-de-l'Assomption, Cimetière), Eguenigue (Bourg), Menoncourt (Mairie, Stade), Bethonvilliers (Mairie), Anjoutey (Église Saint-Vendelin, Centre de loisirs ), Étueffont (Stade, Église, Forge-musée d'Étueffont, Mairie), Rougemont-le-Château (Mairie, Église, Foyer rural, Cimetière, Collège Michel-Collucci, Ancienne gare), Romagny-sous-Rougemont (Bourg) et Saint-Germain-le-Châtelet (Église, Mairie) - Pôles d'échanges et gares desservies : Belfort - République. |                                                                                       |                                                                                       |                                                                                       |                                                                                       |                                                                                       |                                                                                       |                                                                                       |                                                                                       |
| 22    | Autre : - Arrêts non accessibles aux UFR : Non communiqué. - Amplitudes horaires : La ligne fonctionne du lundi au vendredi de 6 h 35 à 20 h 35 et le samedi jusqu'à 21 h environ. - Particularités : - Un bus par heure du lundi au vendredi, les départs sont intercalés à raison d'un bus sur deux avec la ligne 21 ; - La ligne 21 est jumelée avec la ligne 21, elle effectue la boucle en sens horaire ; - Les premiers et derniers départs en semaine, et les premiers départs le samedi, ne fonctionnent qu'entre Étueffont et Belfort. - Date de dernière mise à jour : 10 mai 2016. |                                                                                       |                                                                                       |                                                                                       |                                                                                       |                                                                                       |                                                                                       |                                                                                       |                                                                                       |
| 22    | Dernière actualisation : — |                                                                                       |                                                                                       |                                                                                       |                                                                                       |                                                                                       |                                                                                       |                                                                                       |                                                                                       |
| 23    | 23 | 23                                                                                    | 23                                                                                    | 23                                                                                    | 23                                                                                    | 23                                                                                    | 23                                                                                    | 23                                                                                    | 23                                                                                    |
| 23    | Fontaine — Aéroparc ⥋ Belfort — République |                                                                                       |                                                                                       |                                                                                       |                                                                                       |                                                                                       |                                                                                       |                                                                                       |                                                                                       |
| 23    | Ouverture / Fermeture 2 mai 2016 / — | Longueur —                                                                            | Durée 38 min                                                                          | Nb. d’arrêts 31                                                                       | Matériel —                                                                            | Jours de fonctionnement L, Ma, Me, J, V, S                                            | Jour / Soir / Nuit / Fêtes O / N / N / N                                              | Voy. / an —                                                                           | Exploitant LK Horn                                                                    |
| 23    | Desserte : - Villes et lieux desservis : Fontaine (Aéroparc, Tilleul de Turenne, Église, Mairie), Lacollonge (Bourg), Menoncourt (Mairie, Stade), Eguenigue (Bourg), Roppe (Mairie), Vétrigne (Mairie, Cimetière), Offemont (Mairie, Église, Cimetière) et Belfort (Étang des Forges, Église Sainte-Odile, Ouvrage à cornes de l'Espérance, Centre chorégraphique national de Franche-Comté, École d'Art Gérard-Jacot, Centre de congrès Atria, Faculté des sciences Louis-Néel, Planétarium, Marché Fréry, École supérieure des technologies et des affaires, Chambre de commerce et d'industrie, Place de la République, Monument des Trois sièges, Évêché de Belfort-Montbéliard, Tribunal de Grande instance, Musée des beaux-arts, Préfecture du Territoire de Belfort, Mairie annexe, Tour 46, Place d'Armes, Cathédrale Saint-Christophe, Hôtel de ville, Lion de Belfort, Citadelle de Belfort, Musée d'histoire et d'archéologie) - Pôles d'échanges et gares desservies : Belfort - République. |                                                                                       |                                                                                       |                                                                                       |                                                                                       |                                                                                       |                                                                                       |                                                                                       |                                                                                       |
| 23    | Autre : - Arrêts non accessibles aux UFR : Non communiqué. - Amplitudes horaires : La ligne fonctionne du lundi au vendredi de 6 h 45 à 20 h 30 et le samedi de 6 h 55 à 19 h 50 environ. - Particularités : Deux bus par heure de 7 h à 8 h et de 16 h à 19 h du lundi au vendredi au lieu d'un seul. - Date de dernière mise à jour : 3 septembre 2018. |                                                                                       |                                                                                       |                                                                                       |                                                                                       |                                                                                       |                                                                                       |                                                                                       |                                                                                       |
| 23    | Dernière actualisation : — |                                                                                       |                                                                                       |                                                                                       |                                                                                       |                                                                                       |                                                                                       |                                                                                       |                                                                                       |
| 24    | 24 | 24                                                                                    | 24                                                                                    | 24                                                                                    | 24                                                                                    | 24                                                                                    | 24                                                                                    | 24                                                                                    | 24                                                                                    |
| 24    | Morvillars (Méziré — L'Allan une fois par heure / Vézelois — Rue de Brebotte ⥋ Belfort — République |                                                                                       |                                                                                       |                                                                                       |                                                                                       |                                                                                       |                                                                                       |                                                                                       |                                                                                       |
| 24    | Ouverture / Fermeture 2 mai 2016 / — | Longueur —                                                                            | Durée 45 (49) / 29 min                                                                | Nb. d’arrêts 32 (36) / 23                                                             | Matériel —                                                                            | Jours de fonctionnement L, Ma, Me, J, V, S                                            | Jour / Soir / Nuit / Fêtes O / N / N / N                                              | Voy. / an —                                                                           | Exploitant LK Horn                                                                    |
| 24    | Desserte : - Villes et lieux desservis : Méziré (Mairie, Stade), Morvillars (Église Saint-Martin, Collège Lucie-Aubrac, gare), Bourogne (Zone industrielle, Cimetière, Église Saint-Martin, Espace multimédia Gantner, Quartier Ailleret du 1er régiment d'artillerie), Moval, Meroux (Ouvrage de Meroux, Église Saint-Nicolas, Mairie), Vézelois (Mairie, Église Saint-Thiébaud), Chèvremont (Mairie, Église de l'Exaltation-de-la-Sainte-Croix, École et collège privés La Providence), Bessoncourt (Église Sainte-Suzanne, Mairie, Fort de Bessoncourt, Zone commercial Porte de Belfort), Pérouse (Mairie, Église Saint-Mathieu) et Belfort (CFA, Collège Vauban, Cité des Associations, EPIDE, Ouvrage à cornes de l'Espérance, Centre chorégraphique national de Franche-Comté, École d'Art Gérard-Jacot, Centre de congrès Atria, Faculté des sciences Louis-Néel, Planétarium, Marché Fréry, École supérieure des technologies et des affaires, Chambre de commerce et d'industrie, Place de la République, Monument des Trois sièges, Évêché de Belfort-Montbéliard, Tribunal de Grande instance, Musée des beaux-arts, Préfecture du Territoire de Belfort, Mairie annexe, Tour 46, Place d'Armes, Cathédrale Saint-Christophe, Hôtel de ville, Lion de Belfort, Citadelle de Belfort, Musée d'histoire et d'archéologie) - Pôles d'échanges et gares desservies : Gare de Morvillars, Gare de Belfort - Montbéliard TGV et Belfort - République. |                                                                                       |                                                                                       |                                                                                       |                                                                                       |                                                                                       |                                                                                       |                                                                                       |                                                                                       |
| 24    | Autre : - Arrêts non accessibles aux UFR : Non communiqué. - Amplitudes horaires : La ligne fonctionne du lundi au samedi de 6 h 40 à 20 h 20 environ. - Particularités : - Deux bus par heure toute la journée sur le tronc commun, un bus par heure sur chaque branche ; - La desserte de Méziré et la Zone industrielle de Bourogne est assurée à raison de cinq aller-retour par jour ; - Depuis le 17 mai 2016 la desserte du quartier de La Miotte à Belfort est assurée par la ligne 9. - Date de dernière mise à jour : 25 mai 2016. |                                                                                       |                                                                                       |                                                                                       |                                                                                       |                                                                                       |                                                                                       |                                                                                       |                                                                                       |
| 24    | Dernière actualisation : — |                                                                                       |                                                                                       |                                                                                       |                                                                                       |                                                                                       |                                                                                       |                                                                                       |                                                                                       |
| 25    | 25 | 25                                                                                    | 25                                                                                    | 25                                                                                    | 25                                                                                    | 25                                                                                    | 25                                                                                    | 25                                                                                    | 25                                                                                    |
| 25    | Delle — Gare ⥋ Gare TGV |                                                                                       |                                                                                       |                                                                                       |                                                                                       |                                                                                       |                                                                                       |                                                                                       |                                                                                       |
| 25    | Ouverture / Fermeture 2 mai 2016 / — | Longueur —                                                                            | Durée 23 (32) min                                                                     | Nb. d’arrêts 22 (28)                                                                  | Matériel —                                                                            | Jours de fonctionnement L, Ma, Me, J, V, S                                            | Jour / Soir / Nuit / Fêtes O / N / N / N                                              | Voy. / an —                                                                           | Exploitant Autocars Maron                                                             |
| 25    | Desserte : - Villes et lieux desservis : Delle (Place du Champ de Foire, Médiathèque, Collège et lycée Jules-Ferry, Hôtel de ville, Église Saint-Léger, Stade, Zone d'activités), Joncherey (Église Saint-André), Grandvillars (Cimetière de Montrobert, ZAC de la Pellerie), Morvillars (gare), Bourogne (Cimetière, Église Saint-Martin, Espace multimédia Gantner, Quartier Ailleret du 1er régiment d'artillerie) et Meroux - Pôles d'échanges et gares desservies : Gare de Delle, Gare de Morvillars et Gare de Belfort - Montbéliard TGV. |                                                                                       |                                                                                       |                                                                                       |                                                                                       |                                                                                       |                                                                                       |                                                                                       |                                                                                       |
| 25    | Autre : - Arrêts non accessibles aux UFR : Non communiqué. - Amplitudes horaires : La ligne fonctionne du lundi au vendredi de 5 h 30 à 20 h 30 et le samedi de 7 h à 20 h environ. - Particularités : - Deux bus par heure de 6 h à 9 h et de 16 h à 19 h du lundi au vendredi au lieu d'un seul ; - La desserte de la Cité scolaire Jules-Ferry à Delle est assurée du lundi au vendredi à raison d'un bus sur deux en heures de pointe et à la majorité des services en heures creuses. - Date de dernière mise à jour : 3 septembre 2018. |                                                                                       |                                                                                       |                                                                                       |                                                                                       |                                                                                       |                                                                                       |                                                                                       |                                                                                       |
| 25    | Dernière actualisation : — |                                                                                       |                                                                                       |                                                                                       |                                                                                       |                                                                                       |                                                                                       |                                                                                       |                                                                                       |
| 26    | 26 | 26                                                                                    | 26                                                                                    | 26                                                                                    | 26                                                                                    | 26                                                                                    | 26                                                                                    | 26                                                                                    | 26                                                                                    |
| 26    | Beaucourt — Fonteneilles ⥋ Gare TGV |                                                                                       |                                                                                       |                                                                                       |                                                                                       |                                                                                       |                                                                                       |                                                                                       |                                                                                       |
| 26    | Ouverture / Fermeture 2 mai 2016 / — | Longueur —                                                                            | Durée Matin : 27 min Après-midi : 22 min                                              | Nb. d’arrêts 13                                                                       | Matériel —                                                                            | Jours de fonctionnement L, Ma, Me, J, V, S                                            | Jour / Soir / Nuit / Fêtes O / N / N / N                                              | Voy. / an —                                                                           | Exploitant Autocars Maron                                                             |
| 26    | Desserte : - Villes et lieux desservis : Beaucourt (Musée Frédéric-Japy, Mairie, Collège Saint-Exupéry, Salle omnisports municipale, Église Saint-François-d'Assise, EHPAD Maison Blanche), Badevel, Fêche-l'Église (Mairie, Église Saint-Valère) et Meroux - Pôles d'échanges et gares desservies : Gare de Belfort - Montbéliard TGV. |                                                                                       |                                                                                       |                                                                                       |                                                                                       |                                                                                       |                                                                                       |                                                                                       |                                                                                       |
| 26    | Autre : - Arrêts non accessibles aux UFR : Non communiqué. - Amplitudes horaires : La ligne fonctionne du lundi au samedi de 6 h 35 à 20 h 25 environ. - Particularités : - Deux bus par heure de 7 h à 9 h et de 16 h à 18 h au lieu d'un seul ; - La commune de Beaucourt est desservie en boucle, dont son sens s'inverse vers 11 h 30 : Le matin en sens anti-horaire, et l'après-midi en sens horaire. L'arrêt Arcades n'est pas desservi dans le même sens entre le matin et l'après-midi, tandis que l'arrêt Beaucourt est desservi le matin mais est remplacé par Brassens l'après-midi ; - Le trajet entre Fêche-l'Église et la gare TGV est direct via la route nationale 1019. - Date de dernière mise à jour : 3 septembre 2018. |                                                                                       |                                                                                       |                                                                                       |                                                                                       |                                                                                       |                                                                                       |                                                                                       |                                                                                       |
| 26    | Dernière actualisation : — |                                                                                       |                                                                                       |                                                                                       |                                                                                       |                                                                                       |                                                                                       |                                                                                       |                                                                                       |

#### Lignes secondaires
| Ligne | Caractéristiques | Caractéristiques                                                | Caractéristiques                                                | Caractéristiques                                                | Caractéristiques                                                | Caractéristiques                                                | Caractéristiques                                                | Caractéristiques                                                | Caractéristiques                                                |
| 30    | 30 | 30                                                              | 30                                                              | 30                                                              | 30                                                              | 30                                                              | 30                                                              | 30                                                              | 30                                                              |
| 30    | Auxelles-Haut ⥋ Valdoie — Mairie à l'aller / Blumberg au retour | Auxelles-Haut ⥋ Valdoie — Mairie à l'aller / Blumberg au retour | Auxelles-Haut ⥋ Valdoie — Mairie à l'aller / Blumberg au retour | Auxelles-Haut ⥋ Valdoie — Mairie à l'aller / Blumberg au retour | Auxelles-Haut ⥋ Valdoie — Mairie à l'aller / Blumberg au retour | Auxelles-Haut ⥋ Valdoie — Mairie à l'aller / Blumberg au retour | Auxelles-Haut ⥋ Valdoie — Mairie à l'aller / Blumberg au retour | Auxelles-Haut ⥋ Valdoie — Mairie à l'aller / Blumberg au retour | Auxelles-Haut ⥋ Valdoie — Mairie à l'aller / Blumberg au retour |
| ----- | --- | --------------------------------------------------------------- | --------------------------------------------------------------- | --------------------------------------------------------------- | --------------------------------------------------------------- | --------------------------------------------------------------- | --------------------------------------------------------------- | --------------------------------------------------------------- | --------------------------------------------------------------- |
| 30    | Ouverture / Fermeture 2 mai 2016 / — | Longueur —                                                      | Durée 30 min                                                    | Nb. d’arrêts 27                                                 | Matériel —                                                      | Jours de fonctionnement L, Ma, Me, J, V, S                      | Jour / Soir / Nuit / Fêtes O / N / N / N                        | Voy. / an —                                                     | Exploitant LK Horn                                              |
| 30    | Desserte : - Villes et lieux desservis : Auxelles-Haut (Mairie, Église Notre-Dame-Auxilliatrice), Auxelles-Bas (Mairie, Église Sainte-Catherine), Lachapelle-sous-Chaux (Mairie, Église Saint-Vincent, Cimetière), Sermamagny (Aérodrome de Belfort Chaux, Mairie, Lac du Malsaucy, Étang de la Véronne), Évette-Salbert (Église, Cimetière, Mairie) et Valdoie (Mairie) - Pôles d'échanges et gares desservies : Gare de Bas-Évette à distance, à l'arrêt Rue du Lac et Valdoie - Mairie/Blumberg. |                                                                 |                                                                 |                                                                 |                                                                 |                                                                 |                                                                 |                                                                 |                                                                 |
| 30    | Autre : - Arrêts non accessibles aux UFR : Non communiqué. - Amplitudes horaires : La ligne fonctionne du lundi au samedi à raison de trois à quatre départs par jour et par sens : - depuis Auxelles-Haut : Départs à 6 h 50, 7 h 50 et 13 h environ ; - depuis Valdoie : Départs à 12 h 30, 17 h 30, 18 h 30 et 19 h 30 environ. - Date de dernière mise à jour : 10 mai 2016. |                                                                 |                                                                 |                                                                 |                                                                 |                                                                 |                                                                 |                                                                 |                                                                 |
| 30    | Dernière actualisation : — |                                                                 |                                                                 |                                                                 |                                                                 |                                                                 |                                                                 |                                                                 |                                                                 |
| 31    | 31 | 31                                                              | 31                                                              | 31                                                              | 31                                                              | 31                                                              | 31                                                              | 31                                                              | 31                                                              |
| 31    | Giromagny ⥋ Valdoie — Blumberg via Petitmagny |                                                                 |                                                                 |                                                                 |                                                                 |                                                                 |                                                                 |                                                                 |                                                                 |
| 31    | Ouverture / Fermeture 2 mai 2016 / — | Longueur —                                                      | Durée 28 min                                                    | Nb. d’arrêts 25                                                 | Matériel —                                                      | Jours de fonctionnement L, Ma, Me, J, V, S                      | Jour / Soir / Nuit / Fêtes O / N / N / N                        | Voy. / an —                                                     | Exploitant LK Horn                                              |
| 31    | Desserte : - Villes et lieux desservis : Giromagny (Mairie, Église Saint-Jean-Baptiste, Collège Val de Rosemont), Vescemont (Bourg), Rougegoutte (Bourg, Église), Grosmagny (Bourg, Église), Petitmagny (Bourg), Éloie (Mairie, Étangs Michelot) et Valdoie (Église Saint-Joseph, Cimetière, Mairie) - Pôles d'échanges et gares desservies : Valdoie - Mairie/Blumberg. |                                                                 |                                                                 |                                                                 |                                                                 |                                                                 |                                                                 |                                                                 |                                                                 |
| 31    | Autre : - Arrêts non accessibles aux UFR : Non communiqué. - Amplitudes horaires : La ligne fonctionne du lundi au samedi à raison de trois à quatre départs par jour et par sens : - depuis Giromagny : Départs à 6 h 55, 7 h 55 et 13 h 5 environ ; - depuis Valdoie : Départs à 12 h 35, 17 h 35, 18 h 35 et 19 h 35 environ. - Date de dernière mise à jour : 10 mai 2016. |                                                                 |                                                                 |                                                                 |                                                                 |                                                                 |                                                                 |                                                                 |                                                                 |
| 31    | Dernière actualisation : — |                                                                 |                                                                 |                                                                 |                                                                 |                                                                 |                                                                 |                                                                 |                                                                 |
| 32    | 32 | 32                                                              | 32                                                              | 32                                                              | 32                                                              | 32                                                              | 32                                                              | 32                                                              | 32                                                              |
| 32    | Rougemont-le-Château — Foyer Rural ⥋ Belfort — République via Felon |                                                                 |                                                                 |                                                                 |                                                                 |                                                                 |                                                                 |                                                                 |                                                                 |
| 32    | Ouverture / Fermeture 2 mai 2016 / — | Longueur —                                                      | Durée 45 min                                                    | Nb. d’arrêts 31                                                 | Matériel —                                                      | Jours de fonctionnement L, Ma, Me, J, V, S                      | Jour / Soir / Nuit / Fêtes O / N / N / N                        | Voy. / an —                                                     | Exploitant LK Horn                                              |
| 32    | Desserte : - Villes et lieux desservis : Rougemont-le-Château (Mairie, Église, Foyer rural, Cimetière, Collège Michel-Collucci), Leval (Mairie), Petitefontaine (Bourg), Lachapelle-sous-Rougemont (Mairie, Église Saint-Vincent), Felon (Bourg, Église), Saint-Germain-le-Châtelet (Église, Mairie), Bethonvilliers (Mairie), Menoncourt (Bourg), Lacollonge (Bourg, Mairie), Bessoncourt (Église Sainte-Suzanne, Mairie, Fort de Bessoncourt, Zone commercial Porte de Belfort), Pérouse (Mairie, Église Saint-Mathieu) et Belfort (CFA, Collège Vauban, Cité des Associations, Caserne Friederichs - Délégation militaire départementale, EPIDE, Croix de l'Espérance, Clinique de la Miotte, Ouvrage à cornes de l'Espérance, Centre chorégraphique national de Franche-Comté, École d'Art Gérard-Jacot, Centre de congrès Atria, Faculté des sciences Louis-Néel, Planétarium, Marché Fréry, École supérieure des technologies et des affaires, Chambre de commerce et d'industrie, Place de la République, Monument des Trois sièges, Évêché de Belfort-Montbéliard, Tribunal de Grande instance, Musée des beaux-arts, Préfecture du Territoire de Belfort, Mairie annexe, Tour 46, Place d'Armes, Cathédrale Saint-Christophe, Hôtel de ville, Lion de Belfort, Citadelle de Belfort, Musée d'histoire et d'archéologie) - Pôles d'échanges et gares desservies : Belfort - République. |                                                                 |                                                                 |                                                                 |                                                                 |                                                                 |                                                                 |                                                                 |                                                                 |
| 32    | Autre : - Arrêts non accessibles aux UFR : Non communiqué. - Amplitudes horaires : La ligne fonctionne du lundi au samedi à raison de trois départs par jour et par sens : - depuis Rougemont-le-Château : Départs à 6 h 35, 7 h 50 et 13 h 5 environ ; - depuis Belfort : Départs à 12 h 15, 16 h 50 et 19 h 25 environ. - Date de dernière mise à jour : 3 septembre 2018. |                                                                 |                                                                 |                                                                 |                                                                 |                                                                 |                                                                 |                                                                 |                                                                 |
| 32    | Dernière actualisation : — |                                                                 |                                                                 |                                                                 |                                                                 |                                                                 |                                                                 |                                                                 |                                                                 |
| 33    | 33 | 33                                                              | 33                                                              | 33                                                              | 33                                                              | 33                                                              | 33                                                              | 33                                                              | 33                                                              |
| 33    | Menoncourt — Les Errues ⥋ Belfort — République via Reppe |                                                                 |                                                                 |                                                                 |                                                                 |                                                                 |                                                                 |                                                                 |                                                                 |
| 33    | Ouverture / Fermeture 2 mai 2016 / — | Longueur —                                                      | Durée 48 min                                                    | Nb. d’arrêts 33                                                 | Matériel —                                                      | Jours de fonctionnement L, Ma, Me, J, V, S                      | Jour / Soir / Nuit / Fêtes O / N / N / N                        | Voy. / an —                                                     | Exploitant LK Horn                                              |
| 33    | Desserte : - Villes et lieux desservis : Menoncourt, Lagrange (Zone industrielle, Mairie), Larivière (Église, Bourg), Angeot (Mairie, Église, Cimetière), Vauthiermont (Mairie, Église, Cimetière), Reppe (Mairie, Église), Foussemagne (Chapelle Sainte-Anne, Mairie, Ancienne synagogue), Frais (Bourg), Bessoncourt (Église Sainte-Suzanne, Mairie, Fort de Bessoncourt, Zone commercial Porte de Belfort), Pérouse (Mairie, Église Saint-Mathieu) et Belfort (CFA, Collège Vauban, Cité des Associations, Caserne Friederichs - Délégation militaire départementale, EPIDE, Croix de l'Espérance, Clinique de la Miotte, Ouvrage à cornes de l'Espérance, Centre chorégraphique national de Franche-Comté, École d'Art Gérard-Jacot, Centre de congrès Atria, Faculté des sciences Louis-Néel, Planétarium, Marché Fréry, École supérieure des technologies et des affaires, Chambre de commerce et d'industrie, Place de la République, Monument des Trois sièges, Évêché de Belfort-Montbéliard, Tribunal de Grande instance, Musée des beaux-arts, Préfecture du Territoire de Belfort, Mairie annexe, Tour 46, Place d'Armes, Cathédrale Saint-Christophe, Hôtel de ville, Lion de Belfort, Citadelle de Belfort, Musée d'histoire et d'archéologie) - Pôles d'échanges et gares desservies : Belfort - République. |                                                                 |                                                                 |                                                                 |                                                                 |                                                                 |                                                                 |                                                                 |                                                                 |
| 33    | Autre : - Arrêts non accessibles aux UFR : Non communiqué. - Amplitudes horaires : La ligne fonctionne du lundi au samedi à raison de trois départs par jour et par sens : - depuis Menoncourt : Départs à 6 h 35, 7 h 35 et 13 h 5 environ ; - depuis Belfort : Départs à 12 h 15, 16 h 45 et 19 h 25 environ. - Date de dernière mise à jour : 3 septembre 2018. |                                                                 |                                                                 |                                                                 |                                                                 |                                                                 |                                                                 |                                                                 |                                                                 |
| 33    | Dernière actualisation : — |                                                                 |                                                                 |                                                                 |                                                                 |                                                                 |                                                                 |                                                                 |                                                                 |
| 34    | 34 | 34                                                              | 34                                                              | 34                                                              | 34                                                              | 34                                                              | 34                                                              | 34                                                              | 34                                                              |
| 34    | Montreux-Château ⥋ Belfort — République |                                                                 |                                                                 |                                                                 |                                                                 |                                                                 |                                                                 |                                                                 |                                                                 |
| 34    | Ouverture / Fermeture 2 mai 2016 / — | Longueur —                                                      | Durée 29 min                                                    | Nb. d’arrêts 21                                                 | Matériel —                                                      | Jours de fonctionnement L, Ma, Me, J, V, S                      | Jour / Soir / Nuit / Fêtes O / N / N / N                        | Voy. / an —                                                     | Exploitant Autocars Mouchet                                     |
| 34    | Desserte : - Villes et lieux desservis : Montreux-Château (Mairie, Église Notre-Dame-de-la-Paix, Collège Camille-Claudel), Cunelières (Bourg), Frais (Bourg), Bessoncourt (Église Sainte-Suzanne, Mairie, Fort de Bessoncourt, Zone commercial Porte de Belfort), Pérouse (Mairie, Église Saint-Mathieu) et Belfort (CFA, Collège Vauban, Cité des Associations, Caserne Friederichs - Délégation militaire départementale, EPIDE, Croix de l'Espérance, Clinique de la Miotte, Ouvrage à cornes de l'Espérance, Centre chorégraphique national de Franche-Comté, École d'Art Gérard-Jacot, Centre de congrès Atria, Faculté des sciences Louis-Néel, Planétarium, Marché Fréry, École supérieure des technologies et des affaires, Chambre de commerce et d'industrie, Place de la République, Monument des Trois sièges, Évêché de Belfort-Montbéliard, Tribunal de Grande instance, Musée des beaux-arts, Préfecture du Territoire de Belfort, Mairie annexe, Tour 46, Place d'Armes, Cathédrale Saint-Christophe, Hôtel de ville, Lion de Belfort, Citadelle de Belfort, Musée d'histoire et d'archéologie) - Pôles d'échanges et gares desservies : Gare de Petit-Croix et Belfort - République. |                                                                 |                                                                 |                                                                 |                                                                 |                                                                 |                                                                 |                                                                 |                                                                 |
| 34    | Autre : - Arrêts non accessibles aux UFR : Non communiqué. - Amplitudes horaires : La ligne fonctionne du lundi au samedi à raison de trois départs par jour et par sens : - depuis Montreux-Château : Départs à 6 h 45, 7 h 45 et 13 h 5 environ ; - depuis Belfort : Départs à 12 h 20, 16 h 50 et 19 h 30 environ. - Date de dernière mise à jour : 14 avril 2016. |                                                                 |                                                                 |                                                                 |                                                                 |                                                                 |                                                                 |                                                                 |                                                                 |
| 34    | Dernière actualisation : — |                                                                 |                                                                 |                                                                 |                                                                 |                                                                 |                                                                 |                                                                 |                                                                 |
| 35    | 35 | 35                                                              | 35                                                              | 35                                                              | 35                                                              | 35                                                              | 35                                                              | 35                                                              | 35                                                              |
| 35    | Gare TGV ⥋ Belfort — République via Bretagne |                                                                 |                                                                 |                                                                 |                                                                 |                                                                 |                                                                 |                                                                 |                                                                 |
| 35    | Ouverture / Fermeture 2 mai 2016 / — | Longueur —                                                      | Durée 64 min                                                    | Nb. d’arrêts 41                                                 | Matériel —                                                      | Jours de fonctionnement L, Ma, Me, J, V, S                      | Jour / Soir / Nuit / Fêtes O / N / N / N                        | Voy. / an —                                                     | Exploitant Autocars Mouchet                                     |
| 35    | Desserte : - Villes et lieux desservis : Meroux, Bourogne (Quartier Ailleret du 1er régiment d'artillerie, Espace multimédia Gantner, Cimetière, Église Saint-Martin), Charmois (Mairie), Froidefontaine (Mairie, Église Saint-Pierre), Brebotte (Musée de l'artisanat et des traditions, Bourg, Église Saint-Étienne, Cimetière), Recouvrance (Bourg), Grosne (Bourg, Église, Cimetière), Boron (Mairie, Église), Vellescot (Bourg), Bretagne (Bourg), Autrechêne (Bourg), Novillard (Mairie, Église), Petit-Croix (Église de la Nativité-de-Notre-Dame, Mairie, Mémorial d'Adolphe Pégoud), Fontenelle (Bourg), Chèvremont (Centre équestre), Bessoncourt (Église Sainte-Suzanne, Mairie, Fort de Bessoncourt, Zone commercial Porte de Belfort), Pérouse (Mairie, Église Saint-Mathieu) et Belfort (CFA, Collège Vauban, Cité des Associations, Caserne Friederichs - Délégation militaire départementale, EPIDE, Croix de l'Espérance, Clinique de la Miotte, Ouvrage à cornes de l'Espérance, Centre chorégraphique national de Franche-Comté, École d'Art Gérard-Jacot, Centre de congrès Atria, Faculté des sciences Louis-Néel, Planétarium, Marché Fréry, École supérieure des technologies et des affaires, Chambre de commerce et d'industrie, Place de la République, Monument des Trois sièges, Évêché de Belfort-Montbéliard, Tribunal de Grande instance, Musée des beaux-arts, Préfecture du Territoire de Belfort, Mairie annexe, Tour 46, Place d'Armes, Cathédrale Saint-Christophe, Hôtel de ville, Lion de Belfort, Citadelle de Belfort, Musée d'histoire et d'archéologie) - Pôles d'échanges et gares desservies : Gare de Belfort - Montbéliard TGV et Belfort - République. |                                                                 |                                                                 |                                                                 |                                                                 |                                                                 |                                                                 |                                                                 |                                                                 |
| 35    | Autre : - Arrêts non accessibles aux UFR : Non communiqué. - Amplitudes horaires : La ligne fonctionne du lundi au samedi à raison de trois départs par jour et par sens : - depuis la gare TGV : Départs à 6 h 20, 7 h 35 et 12 h 30 environ ; - depuis Belfort : Départs à 12 h 25, 16 h 50 et 19 h 25 environ. - Date de dernière mise à jour : 14 avril 2016. |                                                                 |                                                                 |                                                                 |                                                                 |                                                                 |                                                                 |                                                                 |                                                                 |
| 35    | Dernière actualisation : — |                                                                 |                                                                 |                                                                 |                                                                 |                                                                 |                                                                 |                                                                 |                                                                 |
| 36    | 36 | 36                                                              | 36                                                              | 36                                                              | 36                                                              | 36                                                              | 36                                                              | 36                                                              | 36                                                              |
| 36    | Chavannes-les-Grands — Ruisseau ⥋ Delle — Gare |                                                                 |                                                                 |                                                                 |                                                                 |                                                                 |                                                                 |                                                                 |                                                                 |
| 36    | Ouverture / Fermeture 2 mai 2016 / — | Longueur —                                                      | Durée 47 min                                                    | Nb. d’arrêts 28                                                 | Matériel —                                                      | Jours de fonctionnement L, Ma, Me, J, V, S                      | Jour / Soir / Nuit / Fêtes O / N / N / N                        | Voy. / an —                                                     | Exploitant Autocars Maron                                       |
| 36    | Desserte : - Villes et lieux desservis : Chavannes-les-Grands (Bourg, Église), Chavanatte (Bourg), Suarce (Bourg, Église, Cimetière), Lepuix-Neuf (Mairie, Église), Réchésy (Mairie, Église, Cimetière), Courtelevant (Bourg), Florimont (Mairie, Église, Cimetière), Courcelles (Bourg, Église), Faverois (Mairie, Église), Joncherey (Monument du caporal Jules André Peugeot, Église Saint-André), Thiancourt (Bourg) et Delle (Collège et lycée Jules-Ferry, Médiathèque, Place du Champ de Foire, Hôtel de ville, Église Saint-Léger) - Pôles d'échanges et gares desservies : Gare de Delle. |                                                                 |                                                                 |                                                                 |                                                                 |                                                                 |                                                                 |                                                                 |                                                                 |
| 36    | Autre : - Arrêts non accessibles aux UFR : Non communiqué. - Amplitudes horaires : La ligne fonctionne du lundi au samedi à raison de trois départs par jour et par sens : - depuis Chavannes-les-Grands : Départs à 6 h 5, 7 h 5 et 12 h 5 environ ; - depuis Delle : Départs à 13 h 10, 17 h 10 et 19 h 10 environ. - Date de dernière mise à jour : 14 avril 2016. |                                                                 |                                                                 |                                                                 |                                                                 |                                                                 |                                                                 |                                                                 |                                                                 |
| 36    | Dernière actualisation : — |                                                                 |                                                                 |                                                                 |                                                                 |                                                                 |                                                                 |                                                                 |                                                                 |
| 37    | 37 | 37                                                              | 37                                                              | 37                                                              | 37                                                              | 37                                                              | 37                                                              | 37                                                              | 37                                                              |
| 37    | Beaucourt — Mésange ⥋ Delle — Gare via Croix |                                                                 |                                                                 |                                                                 |                                                                 |                                                                 |                                                                 |                                                                 |                                                                 |
| 37    | Ouverture / Fermeture 2 mai 2016 / — | Longueur —                                                      | Durée 41 min                                                    | Nb. d’arrêts 24                                                 | Matériel —                                                      | Jours de fonctionnement L, Ma, Me, J, V, S                      | Jour / Soir / Nuit / Fêtes O / N / N / N                        | Voy. / an —                                                     | Exploitant Autocars Maron                                       |
| 37    | Desserte : - Villes et lieux desservis : Beaucourt (Musée Frédéric-Japy, Mairie, Collège Saint-Exupéry, Salle omnisports municipale, Église Saint-François-d'Assise, EHPAD Maison Blanche), Montbouton (Église Saint-Léger, Mairie), Saint-Dizier-l'Évêque (Bourg, Église Saint-Dizier), Croix (Château d'Eau, Église Saint-Nicolas, Mairie), Villars-le-Sec (Bourg, Église de la Nativité-de-Notre-Dame), Lebetain (Bourg, Église) et Delle (Collège et lycée Jules-Ferry, Médiathèque, Place du Champ de Foire, Hôtel de ville, Église Saint-Léger) - Pôles d'échanges et gares desservies : Gare de Delle. |                                                                 |                                                                 |                                                                 |                                                                 |                                                                 |                                                                 |                                                                 |                                                                 |
| 37    | Autre : - Arrêts non accessibles aux UFR : Non communiqué. - Amplitudes horaires : La ligne fonctionne du lundi au samedi à raison de trois départs par jour et par sens : - depuis Beaucourt : Départs à 6 h 5, 7 h 5 et 12 h 5 environ ; - depuis Delle : Départs à 13 h 10, 17 h 10 et 19 h 10 environ. - Date de dernière mise à jour : 14 avril 2016. |                                                                 |                                                                 |                                                                 |                                                                 |                                                                 |                                                                 |                                                                 |                                                                 |
| 37    | Dernière actualisation : — |                                                                 |                                                                 |                                                                 |                                                                 |                                                                 |                                                                 |                                                                 |                                                                 |
| 38    | 38 | 38                                                              | 38                                                              | 38                                                              | 38                                                              | 38                                                              | 38                                                              | 38                                                              | 38                                                              |
| 38    | Beaucourt — Fonteneilles ⥋ Delle — Gare |                                                                 |                                                                 |                                                                 |                                                                 |                                                                 |                                                                 |                                                                 |                                                                 |
| 38    | Ouverture / Fermeture 2 mai 2016 / — | Longueur —                                                      | Durée 19 min                                                    | Nb. d’arrêts 14                                                 | Matériel —                                                      | Jours de fonctionnement L, Ma, Me, J, V, S                      | Jour / Soir / Nuit / Fêtes O / N / N / N                        | Voy. / an —                                                     | Exploitant Autocars Maron                                       |
| 38    | Desserte : - Villes et lieux desservis : Beaucourt (Musée Frédéric-Japy, Mairie, Collège Saint-Exupéry, Salle omnisports municipale), Badevel, Fêche-l'Église (Mairie, Église Saint-Valère) et Delle (Collège et lycée Jules-Ferry, Médiathèque, Place du Champ de Foire, Hôtel de ville, Église Saint-Léger) - Pôles d'échanges et gares desservies : Gare de Delle. |                                                                 |                                                                 |                                                                 |                                                                 |                                                                 |                                                                 |                                                                 |                                                                 |
| 38    | Autre : - Arrêts non accessibles aux UFR : Non communiqué. - Amplitudes horaires : La ligne fonctionne du lundi au samedi à raison de quatre départs par jour et par sens : - depuis Beaucourt : Départs à 7 h 10, 9 h 10, 12 h 10 et 16 h 40 environ ; - depuis Delle : Départs à 7 h 30, 12 h 30, 14 h 30 et 18 h 30 environ. - Date de dernière mise à jour : 3 septembre 2018. |                                                                 |                                                                 |                                                                 |                                                                 |                                                                 |                                                                 |                                                                 |                                                                 |
| 38    | Dernière actualisation : — |                                                                 |                                                                 |                                                                 |                                                                 |                                                                 |                                                                 |                                                                 |                                                                 |
| 39    | 39 | 39                                                              | 39                                                              | 39                                                              | 39                                                              | 39                                                              | 39                                                              | 39                                                              | 39                                                              |
| 39    | Botans — Bouloye ⥋ Bavilliers — La Dame |                                                                 |                                                                 |                                                                 |                                                                 |                                                                 |                                                                 |                                                                 |                                                                 |
| 39    | Ouverture / Fermeture 2 mai 2016 / — | Longueur —                                                      | Durée 28 min                                                    | Nb. d’arrêts 20                                                 | Matériel —                                                      | Jours de fonctionnement L, Ma, Me, J, V, S                      | Jour / Soir / Nuit / Fêtes O / N / N / N                        | Voy. / an —                                                     | Exploitant Sold Park                                            |
| 39    | Desserte : - Villes et lieux desservis : Botans (Musée agricole, Mairie, ZAC des Saules, Port), Andelnans (Zone commerciale), Sévenans, Bermont (Bourg, Église Saint-Laurent), Dorans (Bourg), Banvillars (Mairie, Église), Urcerey (Bourg), Buc (Église de la Nativité-de-la-Sainte-Vierge) et Bavilliers (Mairie, Église Saint-Ambroise) - Pôles d'échanges et gares desservies : Aucun. |                                                                 |                                                                 |                                                                 |                                                                 |                                                                 |                                                                 |                                                                 |                                                                 |
| 39    | Autre : - Arrêts non accessibles aux UFR : Non communiqué. - Amplitudes horaires : La ligne fonctionne du lundi au samedi à raison de trois départs par jour et par sens : - depuis Botans : Départs à 6 h 55, 7 h 55 et 12 h 55 environ ; - depuis Bavilliers : Départs à 12 h 25, 16 h 50 et 19 h 25 environ. - Date de dernière mise à jour : 14 avril 2016. |                                                                 |                                                                 |                                                                 |                                                                 |                                                                 |                                                                 |                                                                 |                                                                 |
| 39    | Dernière actualisation : — |                                                                 |                                                                 |                                                                 |                                                                 |                                                                 |                                                                 |                                                                 |                                                                 |
| 40    | 40 | 40                                                              | 40                                                              | 40                                                              | 40                                                              | 40                                                              | 40                                                              | 40                                                              | 40                                                              |
| 40    | Auxelles-Bas ⥋ Étueffont — Forge Musée |                                                                 |                                                                 |                                                                 |                                                                 |                                                                 |                                                                 |                                                                 |                                                                 |
| 40    | Ouverture / Fermeture 2 janvier 2017 ? / — | Longueur —                                                      | Durée 28 min                                                    | Nb. d’arrêts 14                                                 | Matériel —                                                      | Jours de fonctionnement L, Ma, Me, J, V, S                      | Jour / Soir / Nuit / Fêtes O / N / N / N                        | Voy. / an —                                                     | Exploitant LK Horn                                              |
| 40    | Desserte : - Villes et lieux desservis : Auxelles-Bas (Mairie, Église Sainte-Catherine), Auxelles-Haut (Mairie, Église Notre-Dame-Auxilliatrice), Giromagny (Mairie, Église Saint-Jean-Baptiste, Collège Val de Rosemont), Vescemont (Bourg), Rougegoutte (Bourg, Église), Petitmagny (Bourg) et Étueffont (Forge-musée d'Étueffont) - Pôles d'échanges et gares desservies : Aucun. |                                                                 |                                                                 |                                                                 |                                                                 |                                                                 |                                                                 |                                                                 |                                                                 |
| 40    | Autre : - Arrêts non accessibles aux UFR : Non communiqué. - Amplitudes horaires : La ligne fonctionne du lundi au samedi à raison de trois départs par jour et par sens : - depuis Auxelles-Bas : Départs à 8 h, 13 h et 18 h environ ; - depuis Étueffont : Départs à 8 h 30, 12 h 30 et 17 h 30 environ. - Date de dernière mise à jour : 3 septembre 2018. |                                                                 |                                                                 |                                                                 |                                                                 |                                                                 |                                                                 |                                                                 |                                                                 |
| 40    | Dernière actualisation : — |                                                                 |                                                                 |                                                                 |                                                                 |                                                                 |                                                                 |                                                                 |                                                                 |

#### Lignes dimanches et jours fériés
| Ligne | Caractéristiques | Caractéristiques                     | Caractéristiques                     | Caractéristiques                     | Caractéristiques                     | Caractéristiques                     | Caractéristiques                         | Caractéristiques                     | Caractéristiques                     |
| 90    | 90 | 90                                   | 90                                   | 90                                   | 90                                   | 90                                   | 90                                       | 90                                   | 90                                   |
| 90    | Giromagny — 1re DFL ⥋ Belfort — Gare | Giromagny — 1re DFL ⥋ Belfort — Gare | Giromagny — 1re DFL ⥋ Belfort — Gare | Giromagny — 1re DFL ⥋ Belfort — Gare | Giromagny — 1re DFL ⥋ Belfort — Gare | Giromagny — 1re DFL ⥋ Belfort — Gare | Giromagny — 1re DFL ⥋ Belfort — Gare     | Giromagny — 1re DFL ⥋ Belfort — Gare | Giromagny — 1re DFL ⥋ Belfort — Gare |
| ----- | --- | ------------------------------------ | ------------------------------------ | ------------------------------------ | ------------------------------------ | ------------------------------------ | ---------------------------------------- | ------------------------------------ | ------------------------------------ |
| 90    | Ouverture / Fermeture 2 mai 2016 / — | Longueur —                           | Durée 40 min                         | Nb. d’arrêts 27                      | Matériel —                           | Jours de fonctionnement D            | Jour / Soir / Nuit / Fêtes O / N / N / O | Voy. / an —                          | Exploitant LK Horn                   |
| 90    | Desserte : - Villes et lieux desservis : Giromagny (Mairie, Église Saint-Jean-Baptiste, Collège Val de Rosemont, ancienne gare de Giromagny), Chaux (Mairie, Église Saint-Martin), Sermamagny (Aérodrome de Belfort Chaux, Mairie), Valdoie (Lycée professionnel agricole Lucien-Quélet, Église Saint-Joseph, Cimetière, Mairie) et Belfort (Place du marché des Vosges, Hôpital Nord Franche-Comté, Musée d'art moderne - Donation Maurice Jardot, Square Émile Lechten, Centre commercial des 4 As, Synagogue, Cours Notre-dame-des-Anges) - Pôles d'échanges et gares desservies : Valdoie - Mairie/Blumberg et Gare de Belfort. |                                      |                                      |                                      |                                      |                                      |                                          |                                      |                                      |
| 90    | Autre : - Arrêts non accessibles aux UFR : Non communiqué. - Amplitudes horaires : La ligne fonctionne les dimanches et jours fériés à raison de deux départs par jour et par sens : - depuis Giromagny : Départs à 9 h et 13 h 5 environ ; - depuis Belfort : Départs à 12 h 10 et 18 h 5 environ. - Particularités : La ligne 90 assure le service dominical de la ligne 20, amputée de la desserte de Lepuix, mais prolongée jusqu'à la gare de Belfort. - Date de dernière mise à jour : 15 avril 2016. |                                      |                                      |                                      |                                      |                                      |                                          |                                      |                                      |
| 90    | Dernière actualisation : — |                                      |                                      |                                      |                                      |                                      |                                          |                                      |                                      |
| 91    | 91 | 91                                   | 91                                   | 91                                   | 91                                   | 91                                   | 91                                       | 91                                   | 91                                   |
| 91    | Rougemont-le-Château — Foyer Rural ⥋ Belfort — Gare via Étueffont |                                      |                                      |                                      |                                      |                                      |                                          |                                      |                                      |
| 91    | Ouverture / Fermeture 2 mai 2016 / — | Longueur —                           | Durée 35 min                         | Nb. d’arrêts 20                      | Matériel —                           | Jours de fonctionnement D            | Jour / Soir / Nuit / Fêtes O / N / N / O | Voy. / an —                          | Exploitant LK Horn                   |
| 91    | Desserte : - Villes et lieux desservis : Rougemont-le-Château (Ancienne gare, Mairie, Église, Foyer rural, Cimetière, Collège Michel-Collucci), Étueffont (Mairie, Forge-musée d'Étueffont, Église, Stade), Anjoutey (Centre de loisirs, Église Saint-Vendelin) Menoncourt (Mairie, Stade), Roppe (Mairie), Denney (Mairie) et Belfort (Cimetière des mobiles, Cité des Associations, Ouvrage à cornes de l'Espérance, Centre chorégraphique national de Franche-Comté, École d'Art Gérard-Jacot, Centre de congrès Atria, Faculté des sciences Louis-Néel, Planétarium, Marché Fréry, École supérieure des technologies et des affaires, Chambre de commerce et d'industrie, Centre commercial des 4 As, Synagogue, Cours Notre-dame-des-Anges) - Pôles d'échanges et gares desservies : Gare de Belfort.                           |                                      |                                      |                                      |                                      |                                      |                                          |                                      |                                      |
| 91    | Autre : - Arrêts non accessibles aux UFR : Non communiqué. - Amplitudes horaires : La ligne fonctionne les dimanches et jours fériés à raison de deux départs par jour et par sens : - depuis Rougemont-le-Château : Départs à 9 h et 13 h 10 environ ; - depuis Belfort : Départs à 12 h 15 et 18 h 5 environ. - Particularités : La ligne 91 assure le service dominical des lignes 21 et 22, mais en passant par Roppe, habituellement desservie par la 23, au lieu de Phaffans et Eguenigue et en ne desservant que la partie ouest de la boucle via Étueffont, mais prolongée jusqu'à la gare de Belfort. - Date de dernière mise à jour : 15 avril 2016. |                                      |                                      |                                      |                                      |                                      |                                          |                                      |                                      |
| 91    | Dernière actualisation : — |                                      |                                      |                                      |                                      |                                      |                                          |                                      |                                      |
| 92    | 92 | 92                                   | 92                                   | 92                                   | 92                                   | 92                                   | 92                                       | 92                                   | 92                                   |
| 92    | Montreux-Château ⥋ Belfort — Gare via Fontaine |                                      |                                      |                                      |                                      |                                      |                                          |                                      |                                      |
| 92    | Ouverture / Fermeture 2 mai 2016 / — | Longueur —                           | Durée 39 min                         | Nb. d’arrêts 22                      | Matériel —                           | Jours de fonctionnement D            | Jour / Soir / Nuit / Fêtes O / N / N / O | Voy. / an —                          | Exploitant Autocars Mouchet          |
| 92    | Desserte : - Villes et lieux desservis : Montreux-Château (Mairie, Église Notre-Dame-de-la-Paix, Collège Camille-Claudel), Cunelières (Bourg), Frais (Bourg), Fontaine (Tilleul de Turenne, Église, Mairie), Bessoncourt (Église Sainte-Suzanne, Mairie, Fort de Bessoncourt, Zone commercial Porte de Belfort), Pérouse (Mairie, Église Saint-Mathieu) et Belfort (CFA, Collège Vauban, Cité des Associations, Ouvrage à cornes de l'Espérance, Centre chorégraphique national de Franche-Comté, École d'Art Gérard-Jacot, Centre de congrès Atria, Faculté des sciences Louis-Néel, Planétarium, Marché Fréry, École supérieure des technologies et des affaires, Chambre de commerce et d'industrie, Centre commercial des 4 As, Synagogue, Cours Notre-dame-des-Anges) - Pôles d'échanges et gares desservies : Gare de Belfort. |                                      |                                      |                                      |                                      |                                      |                                          |                                      |                                      |
| 92    | Autre : - Arrêts non accessibles aux UFR : Non communiqué. - Amplitudes horaires : La ligne fonctionne les dimanches et jours fériés à raison de deux départs par jour et par sens : - depuis Montreux-Château : Départs à 9 h et 13 h 10 environ ; - depuis Belfort : Départs à 12 h 20 et 18 h environ. - Particularités : La ligne 92 assure le service dominical de plusieurs lignes de façon partielle : En majorité de la ligne 34 à quelques exceptions près et prolongée jusqu'à la gare de Belfort, la ligne 24 entre Bessoncourt et Belfort qui utilise le même trajet, et une branche vers Fontaine pour assurer la desserte d'une partie des arrêts de la 23. - Date de dernière mise à jour : 15 avril 2016. |                                      |                                      |                                      |                                      |                                      |                                          |                                      |                                      |
| 92    | Dernière actualisation : — |                                      |                                      |                                      |                                      |                                      |                                          |                                      |                                      |
| 93    | 93 | 93                                   | 93                                   | 93                                   | 93                                   | 93                                   | 93                                       | 93                                   | 93                                   |
| 93    | Beaucourt — Fonteneilles ⥋ Gare TGV via Delle |                                      |                                      |                                      |                                      |                                      |                                          |                                      |                                      |
| 93    | Ouverture / Fermeture 2 mai 2016 / — | Longueur —                           | Durée 35-40 min                      | Nb. d’arrêts 31                      | Matériel —                           | Jours de fonctionnement D            | Jour / Soir / Nuit / Fêtes O / N / N / O | Voy. / an —                          | Exploitant Autocars Maron            |
| 93    | Desserte : - Villes et lieux desservis : Beaucourt (Musée Frédéric-Japy, Mairie, Église Saint-François-d'Assise, EHPAD Maison Blanche), Badevel, Fêche-l'Église (Mairie, Église Saint-Valère), Delle (Place du Champ de Foire, Médiathèque, Hôtel de ville, Église Saint-Léger, Stade, Zone d'activités), Joncherey (Église Saint-André), Grandvillars (Cimetière de Montrobert, ZAC de la Pellerie), Morvillars (gare), Bourogne (Cimetière, Église Saint-Martin, Espace multimédia Gantner, Quartier Ailleret du 1er régiment d'artillerie) et Meroux - Pôles d'échanges et gares desservies : Gare de Delle, Gare de Morvillars et Gare de Belfort - Montbéliard TGV. |                                      |                                      |                                      |                                      |                                      |                                          |                                      |                                      |
| 93    | Autre : - Arrêts non accessibles aux UFR : Non communiqué. - Amplitudes horaires : La ligne fonctionne les dimanches et jours fériés à raison de deux départs par jour et par sens : - depuis Beaucourt : Départs à 9 h 20 et 13 h 5 environ ; - depuis la gare TGV : Départs à 12 h 15 et 18 h 5 environ. - Particularités : La ligne 93 assure le service dominical des lignes 25 et 26, en suivant globalement le trajet de la 26 jusqu'à Fêche-l'Église pour bifurquer vers le centre-ville de Delle puis remonter jusqu'à la gare TGV par le trajet de la 25. - Date de dernière mise à jour : 8 mai 2016. |                                      |                                      |                                      |                                      |                                      |                                          |                                      |                                      |
| 93    | Dernière actualisation : — |                                      |                                      |                                      |                                      |                                      |                                          |                                      |                                      |

### Ligne express Belfort-Montbéliard
Cette ligne relie Belfort à la grande ville voisine de Montbéliard via l'autoroute.
| Ligne | Caractéristiques | Caractéristiques                                            | Caractéristiques                                            | Caractéristiques                                            | Caractéristiques                                            | Caractéristiques                                            | Caractéristiques                                            | Caractéristiques                                            | Caractéristiques                                            |
| X     | X | X                                                           | X                                                           | X                                                           | X                                                           | X                                                           | X                                                           | X                                                           | X                                                           |
| X     | Belfort — Gare ⥋ Montbéliard — Acropole via l'Autoroute A36 | Belfort — Gare ⥋ Montbéliard — Acropole via l'Autoroute A36 | Belfort — Gare ⥋ Montbéliard — Acropole via l'Autoroute A36 | Belfort — Gare ⥋ Montbéliard — Acropole via l'Autoroute A36 | Belfort — Gare ⥋ Montbéliard — Acropole via l'Autoroute A36 | Belfort — Gare ⥋ Montbéliard — Acropole via l'Autoroute A36 | Belfort — Gare ⥋ Montbéliard — Acropole via l'Autoroute A36 | Belfort — Gare ⥋ Montbéliard — Acropole via l'Autoroute A36 | Belfort — Gare ⥋ Montbéliard — Acropole via l'Autoroute A36 |
| ----- | --- | ----------------------------------------------------------- | ----------------------------------------------------------- | ----------------------------------------------------------- | ----------------------------------------------------------- | ----------------------------------------------------------- | ----------------------------------------------------------- | ----------------------------------------------------------- | ----------------------------------------------------------- |
| X     | Ouverture / Fermeture — / — | Longueur —                                                  | Durée 25 min                                                | Nb. d’arrêts 3                                              | Matériel Autocars                                           | Jours de fonctionnement L, Ma, Me, J, V, S                  | Jour / Soir / Nuit / Fêtes O / N / N / O                    | Voy. / an —                                                 | Exploitant AZ Transports                                    |
| X     | Desserte : - Villes et lieux desservis : Belfort et Montbéliard - Pôles d'échanges et gares desservies : Gare de Belfort et Montbéliard - Acropole |                                                             |                                                             |                                                             |                                                             |                                                             |                                                             |                                                             |                                                             |
| X     | Autre : - Arrêts non accessibles aux UFR : Helvétie vers Montbéliard. - Amplitudes horaires : La ligne fonctionne du lundi au samedi à raison de deux allers-retours le matin entre 7 h et 8 h 40, deux allers-retours entre 12 h 15 et 13 h 50 et deux allers-retours le soir entre 17 h 20 et 18 h 45 environ. La ligne ne fonctionne pas en juillet et août. - Particularités : Ligne reliant Belfort à sa voisine Montbéliard, issue d'un partenariat entre les réseaux Optymo et Evolity. - Date de dernière mise à jour : 28 août 2021. |                                                             |                                                             |                                                             |                                                             |                                                             |                                                             |                                                             |                                                             |
| X     | Dernière actualisation : — |                                                             |                                                             |                                                             |                                                             |                                                             |                                                             |                                                             |                                                             |

### Ligne saisonnière
| Ligne | Caractéristiques | Caractéristiques                                    | Caractéristiques                                    | Caractéristiques                                    | Caractéristiques                                    | Caractéristiques                                    | Caractéristiques                                    | Caractéristiques                                    | Caractéristiques                                    |
| N     | Nautibus | Nautibus                                            | Nautibus                                            | Nautibus                                            | Nautibus                                            | Nautibus                                            | Nautibus                                            | Nautibus                                            | Nautibus                                            |
| N     | Valdoie — Blumberg ⥋ Évette-Salbert — Base nautique | Valdoie — Blumberg ⥋ Évette-Salbert — Base nautique | Valdoie — Blumberg ⥋ Évette-Salbert — Base nautique | Valdoie — Blumberg ⥋ Évette-Salbert — Base nautique | Valdoie — Blumberg ⥋ Évette-Salbert — Base nautique | Valdoie — Blumberg ⥋ Évette-Salbert — Base nautique | Valdoie — Blumberg ⥋ Évette-Salbert — Base nautique | Valdoie — Blumberg ⥋ Évette-Salbert — Base nautique | Valdoie — Blumberg ⥋ Évette-Salbert — Base nautique |
| ----- | --- | --------------------------------------------------- | --------------------------------------------------- | --------------------------------------------------- | --------------------------------------------------- | --------------------------------------------------- | --------------------------------------------------- | --------------------------------------------------- | --------------------------------------------------- |
| N     | Ouverture / Fermeture — / — | Longueur —                                          | Durée 12 min                                        | Nb. d’arrêts 8                                      | Matériel GX 317                                     | Jours de fonctionnement L, Ma, Me, J, V, S, D       | Jour / Soir / Nuit / Fêtes O / N / N / O            | Voy. / an —                                         | Exploitant RTTB                                     |
| N     | Desserte : - Villes et lieux desservis : Valdoie, Sermamagny et Évette-Salbert - Pôles d'échanges et gares desservies : Valdoie - Mairie/Blumberg. |                                                     |                                                     |                                                     |                                                     |                                                     |                                                     |                                                     |                                                     |
| N     | Autre : - Arrêts non accessibles aux UFR : Non communiqué. - Amplitudes horaires : La ligne fonctionne tous les jours de début juillet à fin août de 9 h 30 à 12 h 30 et de 14 h à 18 h 30 environ. - Particularités : Cette ligne estivale permet de rejoindre le site du lac du Malsaucy. - Date de dernière mise à jour : 15 avril 2016. |                                                     |                                                     |                                                     |                                                     |                                                     |                                                     |                                                     |                                                     |
| N     | Dernière actualisation : — |                                                     |                                                     |                                                     |                                                     |                                                     |                                                     |                                                     |                                                     |